# Theope sericea
Theope sericea is een vlindersoort uit de familie van de prachtvlinders (Riodinidae), onderfamilie Riodininae.
Theope sericea werd in 1868 beschreven door H. Bates.